# ...e il diavolo ha riso
...e il diavolo ha riso (Mademoiselle) è un film del 1966 diretto da Tony Richardson.

## Trama
Una zitella senza nome arriva in un villaggio dove diviene la maestra della scuola e segretaria del comune. Repressa e frustrata, di nascosto commette atti criminali di cui viene sospettato Manou, un boscaiolo italiano immigrato, con cui ella infine passa una notte di passione, ma che poi accuserà di stupro, tanto che i paesani lo linceranno.

## Produzione
Girato presso il villaggio di Le Rat, comune di Peyrelevade, nel Corrèze, in Francia.
Inizialmente per il ruolo di Manou era stato previsto Marlon Brando che però aveva altri impegni.

## Distribuzione

### Edizione italiana
L'edizione italiana subì il taglio di quattro scene:
- La scena in cui Mademoiselle si apre il vestito e mostra il seno;
- La scena in cui Manou bacia il seno di Mademoiselle;
- La scena in cui Mademoiselle lecca il naso e il viso di Manou e poi ulula;
- La scena in campo lungo in cui Manou è sopra Mademoiselle della quale di vedono le gambe nude.

Nonostante i tagli della censura, il film fu distribuito col divieto di visione ai minori di 18 anni.

## Critica
Il critico Paolo Mereghetti lo definisce "un film fumoso e piattamente naturalistico", nonostante "la bella fotografia di David Watkins (sic)".